# 11 février 1976
Le mercredi 11 février 1976 est le 42e jour de l'année 1976.

## Naissances
- Oscar Galeano Gracia, homme politique espagnol
- Alenka Dovžan, skieuse alpine slovène
- Alexandra Neldel, actrice allemande
- Allison Feaster, joueur américain de basket-ball
- Bryce Salvador, joueur canadien de hockey sur glace
- Gretchen Parlato, chanteuse de jazz
- Guillaume Lacroix, homme politique français
- Hakan Bayraktar, joueur turc de football
- Jorge Luiz dos Santos Dias, joueur brésilien de football
- Mona Yamamoto, présentatrice de télévision norvégio-japonaise au Japon
- Nicolas Lemonne, joueur français de handball
- Ricardo Pereira, joueur portugais de football
- Sha Money XL, producteur de musique aux origines haïtienne et américaine
- Tony Battie, joueur américain de basket-ball

## Décès
- Alexander Lippisch (né le 2 novembre 1894), pionnier allemand de l'aérodynamique
- Colin Gubbins (né le 2 juillet 1896), général de l'armée britannique
- Dorothy Wrinch (née le 12 septembre 1894), chimiste britannique
- Francesco Convertini (né le 29 août 1898), prêtre catholique italien
- Frank Arnau (né le 9 mars 1894), écrivain allemand
- John Twist (né le 14 juillet 1898), scénariste américain
- Joseph Ruë (né le 29 janvier 1894), vice-amiral de la Marine française
- Lee J. Cobb (né le 8 décembre 1911), acteur américain